# Quzhou
Quzhou (cinese: 衢州; pinyin: Qúzhōu) è una città-prefettura della Cina nella provincia dello Zhejiang.